# Rozdzielacz

Rozdzielacze: A - stożkowy, B - cylindryczny ze szlifem na nóżce

Rozdzielacz – to naczynie laboratoryjne, w którym prowadzi się procesy rozdzielania ciekłych mieszanin, ekstrakcję i płukanie.
Rozdzielacz składa się z naczynia o kształcie cylindrycznym, gruszkowym, stożkowym (A na obrazku) lub rzadziej kulistym, które posiada z jednej strony nóżkę z kranikiem, a z drugiej szlif żeński - w którym często jest wywiercony otwór odpowietrzający. Korki do rozdzielaczy mają często pasujące do tego otworu wąskie nacięcie, dzięki czemu możliwe jest odpowietrzanie rozdzielacza bez otwierania korka.
Niektóre rodzaje rozdzielaczy (B na obrazku) posiadają też szlif męski na końcu nóżki, dzięki czemu mogą być używane jako prymitywne wkraplacze. Użycie rozdzielacza w charakterze wkraplacza jest jednak możliwe tylko przy pozostawieniu otwartego otworu górnego, gdyż nie posiadają one rurki zwrotnej wyrównującej ciśnienie w trakcie wkraplania.

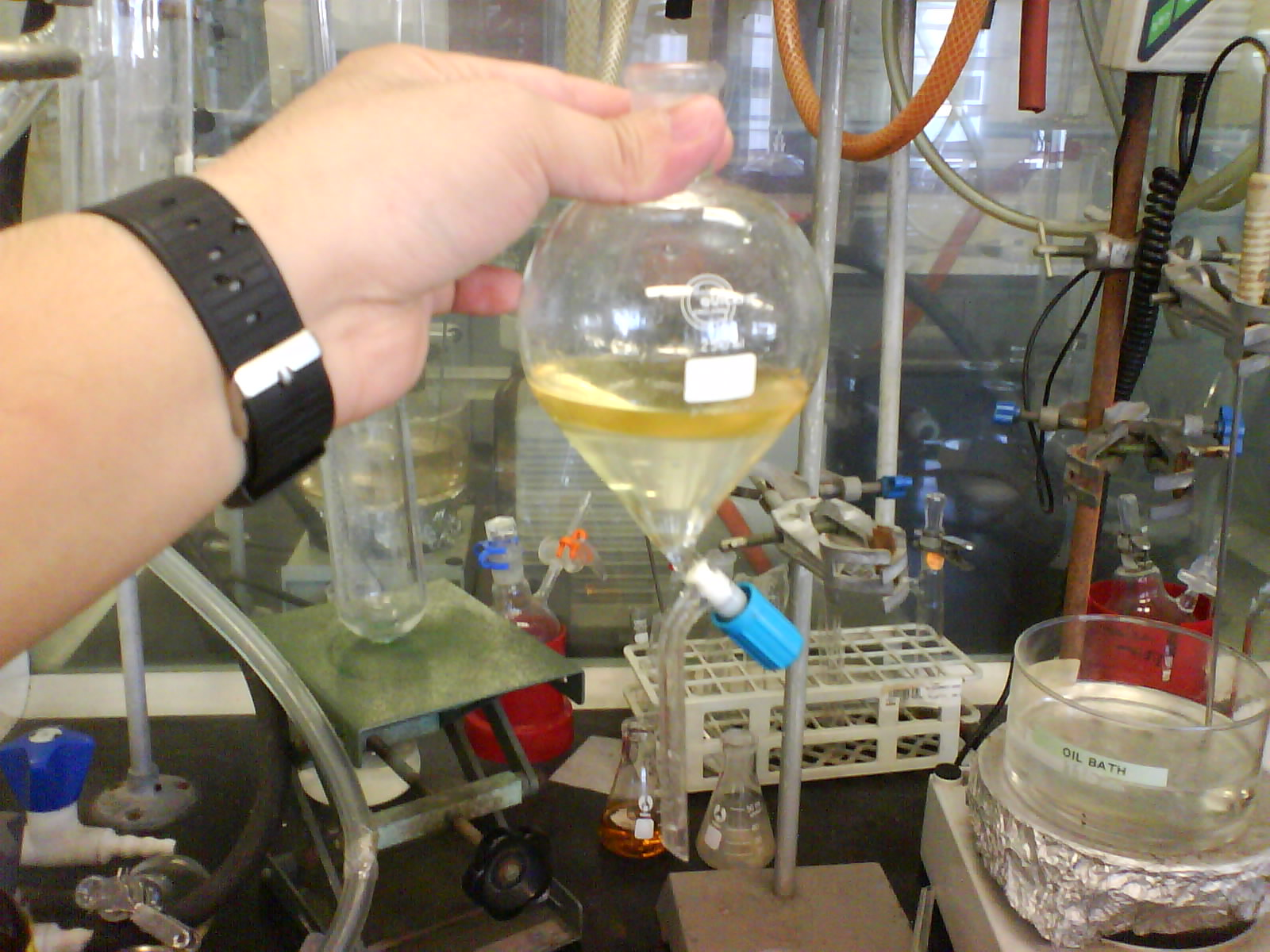
Rozdzielacz: na górze warstwa zabarwionego na żółto eteru, na dole warstwa wody

W celu rozdzielenia mieszaniny dwóch lub więcej cieczy, do rozdzielacza wlewa się rozdzielaną mieszaninę, po czym pozostawia się go w spokoju, aż do momentu gdy mieszanina samorzutnie rozdzieli się na poszczególne warstwy nazywane czasami fazami. Następnie, ostrożnie zlewa się od dołu kolejne warstwy do innych naczyń laboratoryjnych, poprzez otwarcie kranika w nóżce.
W celu przeprowadzenia płukania lub ekstrakcji, wlewa się płukaną ciecz do rozdzielacza, następnie wlewa się nie mieszający się z tą cieczą rozpuszczalnik, po czym zamyka się całość szczelnie korkiem i energicznie wytrząsa. W związku z tym, że przy wytrząsaniu tworzy się często nadciśnienie, trzeba pamiętać o tym, aby od czasu do czasu odpowietrzyć rozdzielacz, przekręcając korek nacięciem do wcześniej opisywanej dziurki w szlifie. Po wytrząsaniu dokonuje się ostatecznego odpowietrzenia, po czym pozostawia się rozdzielacz w spokoju aby nastąpił rozdział faz.

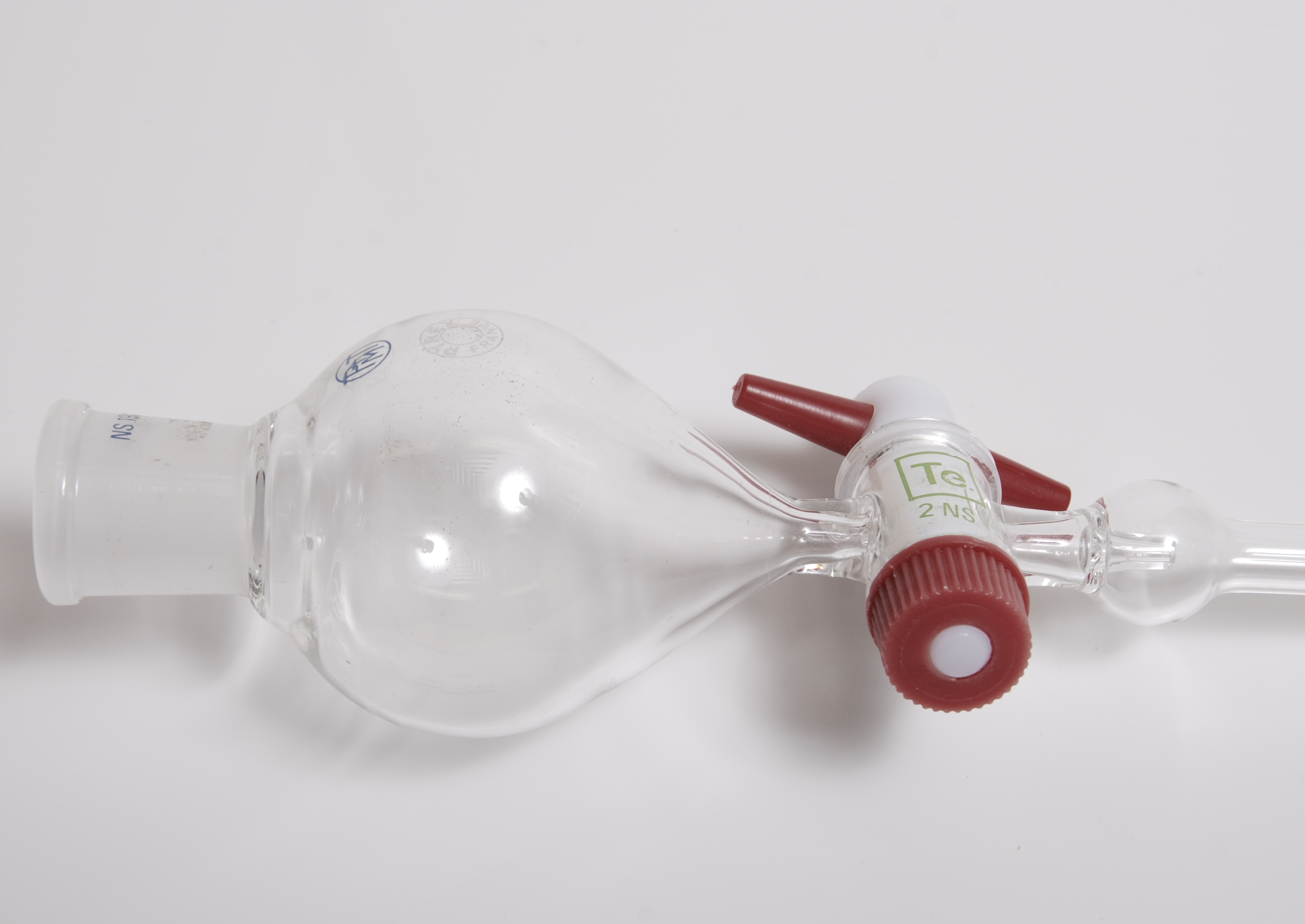
Rozdzielacz gruszkowy